# Libellus de alchimia
Libellus de alchimia (auch bezeichnet mit Semita recta) ist eine umfassende Darstellung verschiedener alchemistischer Themen, die Ende des 13. Jahrhunderts  in mittellateinischer Sprache verfasst wurde. Für die Zuschreibung der Schrift an Albertus Magnus, die vorgenommen wurde, spricht einerseits die klare und sachliche Grundhaltung, die dem Stil des Albertus Magnus entspricht, andererseits aber auch die Tatsache, dass sich dieser – insbesondere in seinem Buch De mineralibus – mit dem Thema beschäftigte und sogar von eigenen Erfahrungen berichtete. Letztlich kann man die Zuschreibung für möglich, aber nicht für gesichert halten.

## Aufbau und Inhalt
Das Werk gliedert sich in 57 Kapitel, in denen 3 Themenkreise bearbeitet werden:
- Arbeitsmittel
- alchemistische (chemische) Prozesse
- Stoffe und ihre Veränderungen

Schon im Vorort legt der Autor dar, dass die Wissenschaft der Alchemie die praktische Arbeit mit den Stoffen bedeutet und nicht nur die Lehre der Philosophen. Zu dieser praktischen Arbeit braucht der Alchimist einen oder mehrere abgeschiedene Arbeitsräume. Sein wichtigstes Instrument ist der Ofen, dessen unterschiedliche Form für verschiedene Prozesse beschrieben wird (Kapitel 4–8). Auch die verschiedenen Kessel werden erläutert und sogar die Frage, ob Holz- oder Kohlefeuerung vorzuziehen sei (Kapitel 42), diskutiert.
Die Alchemisten waren zu einer sorgfältigen Labortätigkeit in der Lage und entwickelten Arbeitsmethoden, die heute noch bei der Durchführung chemischer Experimente verwendet werden. Das Libellus de alchimia enthält u. a. genaue Darstellung der sublimatio (Kapitel 30), calcinatio – im weitesten Sinn eine Pulverisierung. – (Kapitel 31), destillatio (Kapitel 35, 48, 49).
Den größten Umfang nimmt aber die Beschreibung der verwendeten Stoffe und ihrer Veränderungen ein: tartar (Weinstein), cinabar (Cinnabarit), cerussa (Bleiweiß), ... Besonders wichtig sind die 4 spiritus der Metalle quicksilver (Quecksilber), sulphur (Schwefel), auripigmentum (Arsensulfide), sal armoniacum (Salmiak). Aus diesen 4 spiritus werden die tinctura gemacht, die die arabischen Alchemisten Elexir (al-ikser) nennen; diese sind wesentlich bei der Transformation von Zinn in Silber und Kupfer in Gold (Kapitel 10, im Kapitel 57, dem letzten, beschreibt der Autor, wie aus diesen Substanzen mit den gelernten Arbeitsmethoden ein Stoff erstellt werden kann, der diese Transformation bewirkt). Die spiritus und ihre Trennung von den Metallen durch die Arbeitsmethoden des Alchimisten, um sie auf andere Stoffe übertragen zu können, gehört zu den wesentlichen Themen der alchemistischen Kunst.

## Überlieferung und Weiterleben
Für die weite Verbreitung des Werkes spricht, dass sich über 30 Handschriften erhalten haben, verteilt auf die bedeutendsten Bibliotheken Europas; die meisten stammen aus dem 15. Jahrhundert, einige auch aus dem 14. Jahrhundert. Mehrere Handschriften zitieren in den Eingangsworten Albertus Magnus (CLM 12026: Incipit prologus artis alchimie magistri Alberti de Colonia, qui est flos florum ...).
Der Text wurde in der Albertus-Magnus-Ausgabe des Petri Jammy (Lyon 1651) unter die Miscellanea aufgenommen. Im Sammelband des Lazarus Zetzner Theatrum Chemicum praicipuos selectorum auctorum tractatus... (Strassburg 1659–1661) findet er sich unter dem Titel Albertus Magnys, De Alchimia.

## Ausgaben und Übersetzungen
- Vollständige Edition (Alberti Magni Opera omnia), Band 37, Hrsg. von August(us) Borgnet. Paris 1890–1899.
- Libellus de alchimia ascribed to Albertus Magnus, translated from the Borgnet Latin Edition, introduction and notes by Sister Virginia Heines, London 1958.

## Einzelbelege
1. ↑  Pearl Kibre: Studies in medieval science, Alchemy, Astrologie, Mathematics and Medicine. III Albertus Magnus and the Sciences.
2. ↑  Paul Hoßfeld: Albertus Magnus als Naturphilosoph und Naturwissenschaftler. Hauptteil III: Von welcher Qualität sind die eigenen Beobachtungen des Albertus Magnus.
3. ↑  Claus Priesner, Karin Figala (Hrsg.): Alchemie, Lexikon einer hermetischen Wissenschaft, Arbeitsmethoden.
4. ↑  Claus Priesner, Karin Figala (Hrsg.): Alchemie, Lexikon einer hermetischen Wissenschaft, Arbeitsmethoden, S. 53.
5. ↑  Libellus de alchimia ascribed to Albertus Magnus, translated from the Borgnet Latin Edition, introduction and notes by Sister Virginia Heines, S. 19, Anm. 19.
6. ↑  Claus Priesner, Karin Figala (Hrsg.): Alchemie, Lexikon einer hermetischen Wissenschaft, Geist.
7. ↑  Pearl Kibre: Studies in medieval science, Alchemy, Astrologie, Mathematics and Medicine. VII Alchemical Writings Ascribed to Albertus Magnus.
8. ↑  Libellus de alchimia ascribed to Albertus Magnus, translated from the Borgnet Latin Edition, introduction and notes by Sister Virginia Heines, S. 75f.